# Mycalesis technatis
Mycalesis technatis är en fjärilsart som beskrevs av William Chapman Hewitson 1877. Mycalesis technatis ingår i släktet Mycalesis och familjen praktfjärilar. Inga underarter finns listade i Catalogue of Life.